# 坂本周次
坂本 周次（さかもと しゅうじ、1954年11月13日 -）は、日本の体操コーチ。レジックスポーツ所属

## 略歴
1974年中京大学体育学部体育学科2年在学時に現役を辞め指導の道に入る。
1977年大学卒業後岐阜県揖斐郡大野町教育委員会に就職。
1979年退社、（株）レッツスポーツ・レッツ体操クラブ名古屋に入社しジュニア体操のコーチとしての本格的な活動を始める。
1995年（平成6年）福井県鯖江市で行われた体操世界選手権の日本代表に教え子の橋口美穂が選ばれ、日本体操女子は団体で9位に入賞し、1996年アトランタオリンピックの団体出場権を得た。又、橋口美穂は、この年の全日本選手権大会（広島）で個人総合優勝を果たし、初めて関東から地方（名古屋）に優勝杯が運ばれた。又、わかしゃち国体体操少年女子チームに橋口美穂、得能香織が出場し全国チーム優勝し自身も優勝コーチとして表彰を受けた。
1996年橋口美穂が1996年アトランタオリンピックの日本代表に選ばれた。
1997年ローザンヌ世界選手権に得能香織が出場し自身もコーチとして参加し日本女子は、団体9位に入賞した。釜山アジア大会に橋口美穂、得能香織の2名が日本代表となり、自身も日本代表コーチとして大会に出場し日本チームを3位に導いた。又シチリアユニバーシアード大会に橋口美穂が日本代表となり、自身も日本代表コーチとして大会出場し日本女子は、3位に入賞した。
1998年9月、こうした指導の経験と成功を元に独立し、（有）レジックスポーツを立ち上げる。
「レジック／LEGYC」は、LET’S GYMNASTICS CLUBの略語で①体操の普及、②選手の育成を目的とした本格的な体操教室を経営する会社である。
1999年（平成11年）7月、名古屋市西区名塚町にレッツ体操クラブ名古屋名塚校を開校
2001年（平成13年）西春日井郡春日町（現清須市）に2校目となる春日校（現、清須校）を開校
2005年（平成17年）メルボルン世界選手権にレジックスポーツの黒田真由が日本代表として選ばれた。
自身も代表コーチとして参加し、黒田は段違い平行棒で4位に入賞した。
- 日本体操協会北京オリンピック強化委員会部員を務める。

2006年（平成18年）黒田真由がオーフス世界選手権大会に出場し、段違い平行棒において2年連続して4位に入賞、個人総合でも世界15位に入賞した。
- 日本体操協会北京オリンピック強化委員会部員を務める。

2007年（平成19年）名古屋市北区に3校目となる楠校を開校した。
- 日本体操協会女子体操競技委員会部員を務める。

2008年（平成20年）黒田真由が北京オリンピックに出場、日本体操女子を団体5位入賞に導く大きな役割を果たした。
2009年（平成21年）4校目となる春日井校を春日井市篠木町に開校した。
- 日本体操協会女子体操競技委員会部員を務める。（2009* 2010）

2011年（平成23年）レジックスポーツの寺本明日香が15歳という若さで東京世界選手権大会の日本代表となる。7月ジャパンカップ（東京体育館）に寺本明日香が出場、日本女子は、団体2位銀メダルを獲得した。7月の韓国カップでは、寺本明日香が段違い平行棒で金、平均台で銀、床で銅メダルを獲得した。
- 日本体操協会女子ジュニア強化部長を務める。

レジックスポーツは、現在4校開校し、会員数900名を有する体操クラブに成長した。
現在までにオリンピック選手2名、世界選手権出場選手5名が出場している。

## コーチとしての主な戦歴
- 1995鯖江体操世界選手権大会に橋口美穂選手が出場、日本女子団体9位、個人総合に出場。
  - 地元開催となった愛知国民体育大会体操少年女子チームに橋口美穂、得能香織が出場、愛知チームは、全国優勝し、自身も優勝コーチとして表彰を受ける。
  - 橋口美穂が全日本広島大会に於いて個人総合優勝、優勝杯を始めて関東から地方（名古屋）に持ち帰った。
- 1996アトランタオリンピックに橋口美穂選手が出場。
- 1997東アジア釜山大会に橋口美穂、得能香織選手が出場、自身もコーチとして出場し団体3位獲得
  - ユニバーシアードシチリア大会に橋口美穂選手が出場、自身もコーチとして出場し団体3位獲得
  - 世界選手権ローザンヌ大会に得能香織が出場、自身もコーチとして参加し、日本は、団体9位入賞
- 1998ワールドカップ鯖江大会に得能香織が種目別跳馬に出場。
- 2005世界選手権メルボルン大会に黒田真由が出場、自身もコーチとして出場し種目別段違い平行棒において世界4位に入賞するという快挙を達成した。
- 2006世界選手権オーフス大会に黒田真由が出場、自身もコーチとして出場し種目別段違い平行棒において世界4位（2年連続）を獲得した。
- 2006オーフスアジア大会に黒田真由が出場。
- 2008黒田真由が北京オリンピックに出場、日本女子を団体5位に導く原動力となった。
- 2011ジャパンカップに寺本明日香が出場、日本女子チームは、2位入賞。
  - 韓国カップに寺本明日香が出場、自身もコーチとして出場し種目別段違い平行棒で、金メダル、平均台で銀メダル、床で銅メダルと合計3個のメダルを獲得した。
  - 世界選手権東京大会の日本代表に寺本明日香が選出された。